# 푸투나판

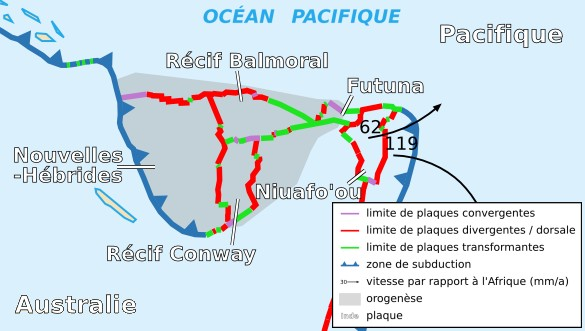
푸투나판("Futuna", 프랑스어)

푸투나판은 남태평양의 푸투나섬 인근의 매우 작은 판이다. 북쪽의 태평양 판과 남쪽의 오스트레일리아판, 동쪽의 니우아포오우판과 접한다.

## 참고 문헌
- Bird, P. (2003) An updated digital model of plate boundaries, Geochemistry Geophysics Geosystems, 4(3), 1027, doi:10.1029/2001GC000252.